# Летрозол
Летрозол (англ. Letrozole, лат. Letrozolum) — синтетичний лікарський препарат, який відноситься до нестероїдних інгібіторів ароматази, що застосовується перорально. Летрозол уперше синтезований у лабораторії компанії «Novartis», і вперше схвалений FDA у 1997 році.

## Фармакологічні властивості
Механізм дії препарату полягає в інгібуванні ферменту ароматази, яка забезпечує перетворення в тканинах андростендіону в естрол, з якого пізніше утворюється естрадіол, що призводить до гальмування дії естрогенів на чутливі до них клітини організму. Наслідком цього у першу чергу є інгібування росту естрогензалежних злоякісних пухлин молочної залози без естрогенної, андрогенної та гестагенної активності, а також без впливу на рецептори мінералокортикоїдів і глюкокортикоїдів.

### Фармакокінетика
Летрозол швидко та добре всмоктується після перорального застосування, біодоступність препарату становить 99,9 %. Максимальна концентрація препарату в крові досягається протягом 1—2 годин після прийому препарату. Летрозол у помірній кількості (на 60 %) зв'язується з білками плазми крові. Летрозол проникає через плацентарний бар'єр, даних за проникнення в грудне молоко в людей немає. Летрозол метаболізується у печінці з утворенням неактивних метаболітів. Виводиться препарат із організму із сечею переважно у вигляді метаболітів. Період напіввиведення летрозолу становить 48 годин, і цей час може збільшуватися при порушеннях функції печінки і нирок.

## Покази до застосування
Летрозол застосовують для лікування прогесуючого раку молочної залози у жінок в постменопаузальному періоді при неефективності лікування антиестрогенами.
Летрозол застосовується при раку молочної залози в жінок у постменопаузальному періоді, у тому числі при неефективності застосування тамоксифену і тореміфену. Летрозол також застососовується при безплідді у жінок для стимуляції овуляції із кращими порівняно із іншим синтетичним інгібітором ароматази кломіфеном результатами.
Летрозол також сприяє підвищенню рівня тестостерону в чоловіків та зменшує побічні ефекти анаболічних стероїдів, тому часто застосовується культуристами для нарощування м'язової маси.

## Побічна дія
При застосуванні летрозолу побічні ефекти спостерігаються нечасто, та пов'язані з гальмуванням синтезу естрогенів. Найчастіше при застосуванні препарату спостерігаються приливи крові, нудота, загальна слабкість, алопеція, кров'янисті вагінальні виділення. Іншими побічними ефектами препарату є головний біль, запаморочення, периферичні набряки, шкірний висип, блювання, диспепсія, погіршення або посилення апетиту, болі у кістках та м'язах, збільшення маси тіла, задишка, тромбофлебіт.

## Протипокази
Летрозол протипоказаний при підвищеній чутливості до препарату, при виражених порушеннях функції печінки та нирок, при вагітності та годуванні грудьми, а також у пременопаузальному періоді.

## Форми випуску
Летрозол випускається у вигляді таблеток по 0,0025 г.